# Campionati mondiali di short track 1982
La II edizione dei Campionati mondiali di short track (World Short Track Speed Skating Championships), ufficialmente organizzati con tale denominazione dalla International Skating Union (Federazione internazionale di pattinaggio su ghiaccio), si è tenuta dal 2 al 4 aprile del 1982 a Moncton in Canada.

## Risultati
| Gara      | Uomini                                                       | Donne                                                                           |                                                                                          |                                                                                       |                                                                                |                                                                              |
| Gara      | Oro                                                          | Argento                                                                         | Bronzo                                                                                   | Oro                                                                                   | Argento                                                                        | Bronzo                                                                       |
| --------- | ------------------------------------------------------------ | ------------------------------------------------------------------------------- | ---------------------------------------------------------------------------------------- | ------------------------------------------------------------------------------------- | ------------------------------------------------------------------------------ | ---------------------------------------------------------------------------- |
| Generale  | Guy Daignault                                                | Gaétan Boucher                                                                  | Louis Grenier                                                                            | Maryse Perreault                                                                      | Louise Begin                                                                   | Sylvie Daigle                                                                |
| 500 m     | Guy Daignault                                                | Gaétan Boucher                                                                  | Louis Grenier                                                                            | Sylvie Daigle                                                                         | Maryse Perreault                                                               | Louise Begin                                                                 |
| 1000 m    | Guy Daignault                                                | Gaétan Boucher                                                                  | Stuart Horsepool                                                                         | Maryse Perreault                                                                      | Sylvie Daigle                                                                  | Louise Begin                                                                 |
| 1500 m    | Guy Daignault                                                | Gaétan Boucher                                                                  | Steve Merrifield                                                                         | Maryse Perreault                                                                      | Louise Begin                                                                   | Mika Akato                                                                   |
| 3000 m    | Louis Grenier                                                | Guy Daignault                                                                   | Stuart Horsepool                                                                         | Louise Begin                                                                          | Maryse Perreault                                                               | Mika Akato                                                                   |
| Staffetta | Canada Guy Daignault Louis Beril Benoit Beril Gaétan Boucher | Gran Bretagna Stuart Horsepool Stuart Pass Steve Pearce Gary Rudd Michael White | Giappone Yasuhiko Homma Tatsuyoshi Ishihara Kenichi Sugio Hiroshi Toda Masahide Tominaga | Canada Maryse Perreault Louise Begin Sylvie Daigle Nathalie Grondin Marie-José Martin | Giappone Miyoshi Kato Mika Kato Eiko Shishii Mariko Kinoshita Tsugumi Watanabe | Australia Gail Sandercock Eva Fabian Jenny Weir Judy-Ann Baber Pam Cavanaugh |

## Medagliere
| Pos.   | Nazione     |    |    |    | Totale |
| ------ | ----------- | -- | -- | -- | ------ |
| 1      | Canada      | 12 | 10 | 5  | 27     |
| 2      | Giappone    | 0  | 1  | 3  | 4      |
| 3      | Regno Unito | 0  | 1  | 2  | 3      |
| 4      | Stati Uniti | 0  | 0  | 1  | 1      |
| 5      | Australia   | 0  | 0  | 1  | 1      |
| Totale | Totale      | 12 | 12 | 12 | 36     |